# Свети Никола (Велес)
Вижте пояснителната страница за други значения на Свети Никола.
„Свети Никола“ (на македонска литературна норма: „Свети Никола“) е средновековна църква от XIV век във Велес, централната част на Северна Македония. Част е от Повардарската епархия на Македонската православна църква.
„Свети Никола“ е малка църквичка, изградена на около стотина метра южно от манастира „Свети Димитър“, надвиснала над пътя за Градско. Може би църквата е принадлежала на някой манастир, вероятно на „Свети Димитър“. Възможно е да е още от Х век. Възстановена е в 1341 година. По османско време е запусната. В 1921 година отново е възстановена и изписана. В 1939 и 1940 година са извършени последни обновителни дейности, при които са унищожени и последните следи от средновековната живопис.
Представлява еднокорабна, малка по размери сграда, с тристранна апсида на изток и вход на западната страна. Изградена е от кършен камък и с хоризонтални и вертикални редове от дялан бигор и тухла. Според начина на градене църквата принадлежи на храмовете, характерни за края на XIV век.